# Knocked Up
Knocked Up (titulada Lío embarazoso en España y Ligeramente embarazada en Hispanoamérica) es una comedia romántica dirigida y escrita por Judd Apatow, y protagonizada por Katherine Heigl y Seth Rogen. Se estrenó el 1 de junio de 2007 en los Estados Unidos.

## Argumento
Ben Stone (Seth Rogen) es un chico relajado que vive de los fondos recibidos en compensación de una lesión y, esporádicamente, trabaja en una página web similar a Mr. Skin con sus compañeros de cuarto, en medio de marihuana y salidas a parques temáticos como Knott Berry Farm. Alison Scott (Katherine Heigl) es una mujer centrada en su carrera como periodista, que acaba de recibir un ascenso como conductora al aire en el canal E!, y vive en una pequeña casa adjunta a la de su hermana Debbie (Leslie Mann), su marido Pete (Paul Rudd) y sus hijas. Una noche, mientras celebraba su ascenso, Alison conoce a Ben en un club nocturno local. Después de una noche de alcohol, terminan teniendo relaciones sexuales, pero Alison apura a Ben para que se coloque el condón, pero él malinterpreta la situación y decide no usarlo. A la mañana siguiente, descubren rápidamente durante el desayuno que tienen poco en común y ella le dice que lo mejor es ir por caminos separados, lo que deja a Ben algo molesto.
Ocho semanas después, Alison experimenta náuseas matutinas durante una entrevista con James Franco, y descubre que está embarazada. Inmediatamente se pone en contacto con Ben por primera vez desde aquella noche para decirle que espera un hijo de él. Aunque se muestra insensible al principio, Ben le dice que estará allí para apoyarla. Aunque aún no está seguro sobre cómo ser papá, el padre de Ben (Harold Ramis) está emocionado. Entre tanto, la madre de Alison (Joanna Kerns) trata de convencer a su hija de tener un aborto, pero Alison decide quedarse con el bebé. Más tarde, Alison y Ben deciden dar a su relación una oportunidad, pero los esfuerzos de la pareja llevan a Ben a hacer una incómoda propuesta de matrimonio, con un estuche vacío, y la promesa de obtener su respuesta algún día. Alison piensa que es demasiado pronto para pensar en el matrimonio, ya que ella está más preocupada por ocultar el embarazo a su jefe (Alan Tudyk), quien le sugirió que mantuviera una buena figura para las cámaras.
Tras un comienzo algo prometedor, las tensiones en la relación empiezan a florecer, pues Alison está cada vez más preocupada por la falta de responsabilidad y compromiso de Ben, y tiene dudas acerca del potencial de la relación. Estos pensamientos se deben al infeliz matrimonio de su hermana Debbie, dado que Pete trabaja como cazatalentos para bandas de rock, pero ella ha notado que el sale a horas extrañas durante la noche, lo que la hace sospechar que está teniendo una infidelidad. Una noche, Debbie junto con Ben y Alison deciden seguir a Pete y lo ven entrar a una casa, pero al llegar adentro de la vivienda, descubren que él en realidad hace parte de un proyecto de "béisbol de fantasía", tras lo cual el les explica que participa en él para estar libre de la paranoia de Debbie. Este descubrimiento da lugar a una separación entre Pete y Debbie, y al día siguiente cuando Ben hace bromas sobre las mentiras de Pete, esto deriva en una acalorada discusión con Alison mientras iban juntos a ver a su médico. Enfurecida, Alison lo obliga a salir del auto y lo abandona en medio del tráfico vehicular, terminando la relación.
Más tarde, Ben decide ir con Pete en un viaje a Las Vegas. Durante su estadía y bajo la fuerte influencia de hongos psicodélicos, ambos se dan cuenta de sus errores y deciden asumir las responsabilidades de sus relaciones. Al mismo tiempo, Debbie y Alison deciden ir de fiesta por su cuenta intentando entrar a la discoteca donde Alison conoció a Ben, pero el portero del club nocturno (Craig Robinson) les niega la admisión a causa de la edad de Debbie y el embarazo de Alison, lo que lleva a Debbie a lamentarse sobre su vida y a desear tener a Pete de vuelta. Al día siguiente, Pete y Debbie se reconcilian en la fiesta de cumpleaños de su hija mayor, pero cuando Ben intenta resolver las cosas con Alison, ella sigue teniendo dudas en volver con él.
Días después, el jefe de Alison se entera de su embarazo y ella, temiendo ser despedida, va a su oficina, pero el le dice que ve en el embarazo de ella una oportunidad para aumentar la audiencia con el público femenino pidiéndole a Alison que haga entrevistas a celebridades embarazadas. Entre tanto, después de una charla con su padre, Ben decide asumir la responsabilidad y hace un gran esfuerzo para cambiar su estilo de vida, comenzando por mudarse de la casa de sus amigos, luego consigue un trabajo como diseñador web, después compra un apartamento con habitación para un bebé, y también comienza a leer los libros sobre embarazo que había comprado junto con Alison desde el principio. Días más tarde, cuando Alison empieza a tener contracciones y no puede ponerse en contacto con su médico, llama a Ben, ya que Debbie y Pete están fuera de la ciudad. Luego Ben descubre que el ginecólogo que Alison había estado viendo (Loudon Wainwright III) también está fuera de la ciudad, a pesar de haberle asegurado que él nunca salia de vacaciones. Ben le llama y al no contestar el teléfono, deja un mensaje amenazante. Finalmente, logran contactar con el único médico disponible, el doctor Kuni (Ken Jeong), tras lo cual se dirigen al hospital. 
Durante el parto, Alison se disculpa por poner en duda el compromiso de Ben y admite que nunca pensó que el hombre que la dejó embarazada sería la persona indicada para ella. Cuando Debbie y Pete llegan al hospital, Ben se niega rotundamente a permitirle estar al lado de Alison, insistiendo en que ese es su lugar. Debbie se va, furiosa e impresionada con la actitud de Ben, y comienza a cambiar la opinión negativa que tenía acerca de él. Finalmente, la pareja celebra el nacimiento de su bebé (una niña; un niño en el final alternativo) y se establecen juntos y felices en el apartamento que Ben compró en Los Angeles.

## Reparto
- Seth Rogen como Ben Stone.
- Katherine Heigl como Allison Scott.
- Leslie Mann como Debbie Scott.
- Paul Rudd como Pete.
- Jason Segel como Jason.
- Jay Baruchel como Jay.
- Jonah Hill como Jonah.
- Martin Starr como Martin.
- Charlyne Yi como Jodi.
- Iris Apatow como Charlotte.
- Maude Apatow como Sadie.
- Joanna Kerns como la Sra. Scott
- James Franco como El Mismo
- Harold Ramis como Harris Stone.
- Alan Tudyk como Jack.
- Kristen Wiig como Jill.
- Bill Hader como Brent.
- Ken Jeong como el Dr. Kuni

## Recepción crítica y comercial
Según la página de Internet Rotten Tomatoes obtuvo un 90% de comentarios positivos, llegando a la siguiente conclusión: "Knocked Up es una hilarante y conmovedora historia sobre los valores del cortejo y la forma de criar a los hijos, a veces es un poco atrevida, pero el guion está hábilmente dirigido e interpretado". Destacar el comentario del crítico cinematográfico J.R. Jones:

"Divertida, honesta y generosa, esto es la exitosa comedia americana, en sus mejores momentos".
J. R. Jones, crítico de cine.

Según la página de Internet Metacritic obtuvo críticas positivas, con un 85%, basado en 38 comentarios de los cuales 37 son positivos. Recaudó en Estados Unidos 148 millones de dólares. Sumando las recaudaciones internacionales la cifra asciende a 219 millones. Su presupuesto fue de 30 millones.

## Premios
Satellite Awards
| Año  | Categoría                        | Persona                          | Resultado |
| ---- | -------------------------------- | -------------------------------- | --------- |
| 2007 | Mejor actriz musical o comedia   | Katherine Heigl                  | Candidata |
| 2007 | Mejor actor musical o comedia    | Seth Rogen                       | Candidato |
| 2007 | Mejor película musical o comedia | Mejor película musical o comedia | Candidata |

## Localizaciones
Knocked Up se empezó a rodar el 29 de mayo de 2006 en diversas localizaciones de Estados Unidos. Destacando numerosas poblaciones del estado de California, como por ejemplo la ciudad de Los Ángeles o Santa Mónica.

## DVD
Lío embarazoso salió a la venta el 26 de marzo de 2008 en España, en formato DVD. El disco contiene: Comentario de fondo con Judd Apatow, Seth Rogen, Bill Hader, escenas inéditas y escenas ampliadas/alternativas, diálogos memorables ¡Para recordar durante años!, tomas falsas, dirigir al director con Judd Apatow, escena de topless - Diseñadores de páginas web, Loudon Wainwright III en directo con Mccabe’s You can’t fail me now.

## Secuela
El director Judd Apatow anunció que la película tendría una secuela a finales de 2010.
Finalmente se comenzó a grabar en verano de 2011; tiene por título This is Forty, protagonizada por Melissa McCarthy, Megan Fox, Leslie Mann y Paul Rudd. Se estrenó el 21 de diciembre en USA.